# Libuše Roubychová
Libuše „Libuna“ Roubychová, češka pevka, glasbenica in igralka, * 1980, Češkoslovaška.

## Kariera
Roubychová se je leta 1994 po zaslugi svojega svaka pridružila glasbeni skupini Banjo Band češkega glasbenika in komika Ivana Mládka. Od takrat kot igralka ni več nastopala le na odrih temveč se je pojavila tudi na televizij v Mládkovih serijah.

## Zasebno življenje
Roubychová ima dva otroka, sina in hčer. Čeprav tega sam nikoli ni potrdil naj bi bil njun oče prav Mládek.